# Mot (raper)

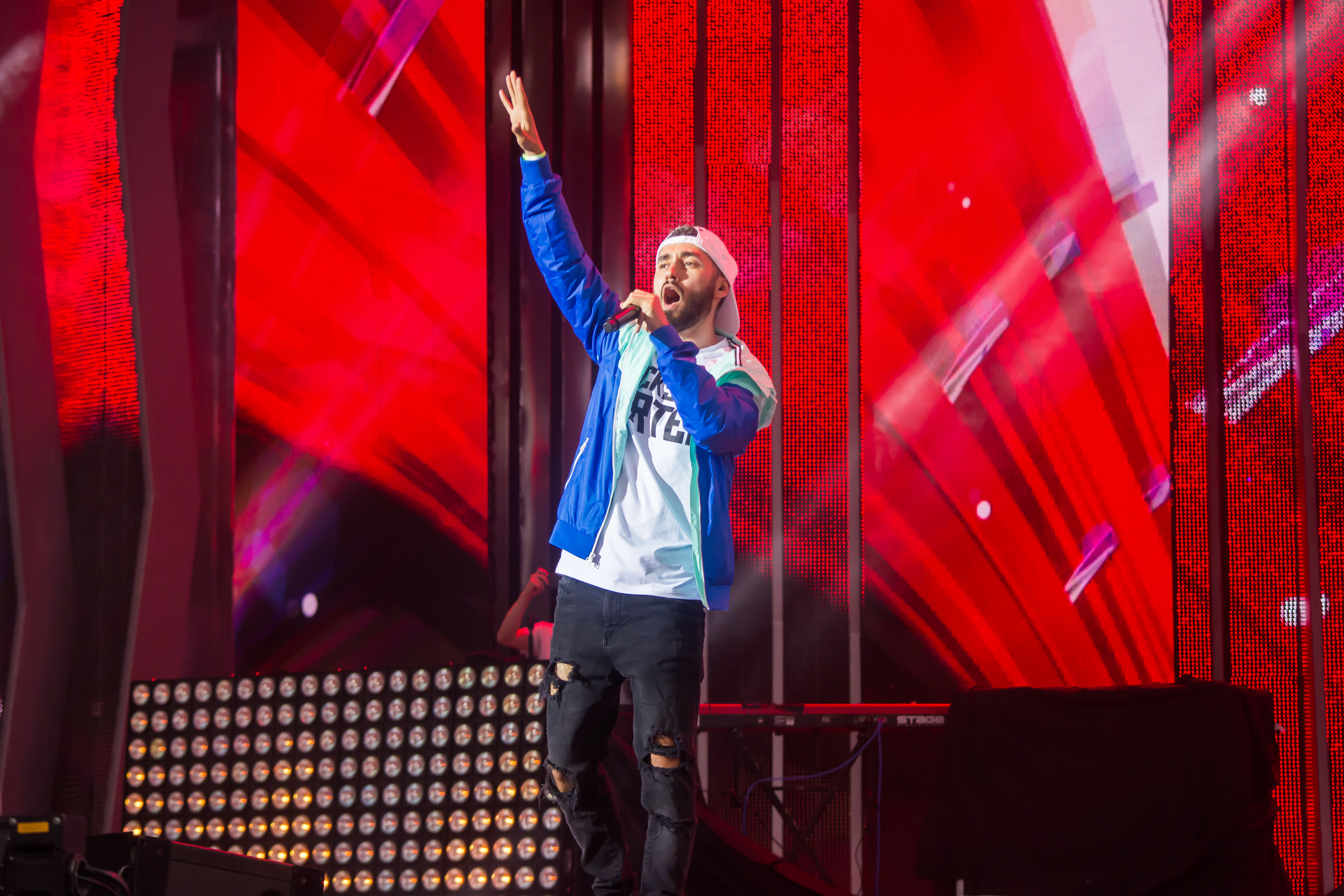
Mot na Europa Plus TV w Witebsku

Mot (ros. Мот) właściwie: Matwiej Aleksandrowicz Mielnikow (ros. Матвей Александрович Мельников) (ur. 2 marca 1990 w Krymsku) – rosyjski raper i piosenkarz. Były uczestnik muzycznego projektu Soul Kitchen, a od 2013 roku artysta należący do Black Star Inc.

## Życiorys
Matwiej urodził się w Krymsku. W wieku 5 lat wraz z rodziną przeprowadził się do Krasnodaru. Po 9 latach nauki, w wieku 15 lat, przeprowadził się do Moskwy. Wtedy zaczął się jego entuzjazm hip-hopem, równocześnie był zainteresowany śpiewem i tańcami. W szkole średniej brał udział w szkolnych przedstawieniach teatralnych. Po ukończeniu szkoły ze złotym medalem, zaczął naukę na Uniwersytecie Moskiewskim na wydziale ekonomista-menedżer. W 2012 roku obronił dyplom i został absolwentem studiów. Na jednym z wywiadów wyjawił, że ma greckie pochodzenie.

## Twórczość
Pierwsze piosenki Mot zaczął pisać w 2006 roku, przedstawiały jego drażniący freestyle, dedykowane rosyjskiemu rapu. Potem muzyk zaczął pisać bardziej poważne skomponowane przez kasty muzyczne i CunninLynguists. W 2007 roku Matwiej zaczął nagrywać w studiu GGLS. W 2009 roku brał udział w „Bitwie o szacunek”, gdzie wśród 2000 uczestników trafił na Top-40. Tam za radą Ligalajza zmienił swój nick «BthaMoT2bdabot» nа «Мот». W 2011 roku wystąpił na Łużnikach w pierwszym międzynarodowym szczycie hip-hop, gdzie pomimo znanych rosyjskim raperów przyjechali: Onyx i Raekwon.
Debiutancki album Mota został wydany w styczniu 2011 roku pod nazwą Remote. Płyta zawierała 12 utworów, którymi nagrał z Ilejem Kirejewym, Kathrin Mokko i ms. Sounday. Ten album jak i większość wcześniejszych prac artysty były zapisane z Denisem KOKA, We wrześniu 2011 roku był przedstawiony klip dla «Миллионы звёзд».
W lutym 2012 roku ujrzał światło dzienne nowy album pod nazwą Ремонт, gdzie jest zapisanych 12 piosenek z uczestnictwem: L'Onea, LIYA, Katii Nowej, Ilja Kirejew. W październiku ukazał się klip do piosenki «К берегам». Był zaangażowany również w rodzinnym mieście Krymsku, gdzie wcześniej w lipcu tego samego roku była powódź. Prezentacja klipu odbyła się 5 października w klubie Looking Rooms. Według strony Rap.ru klip «К берегам» był w 5 najlepszych rosyjskich klipów października 2012. Sam utwór został ukazany w filmie dokumentalnym ,,Fair Game: autostopem'' pokazanego na kanale Moskwa-24.
W połowie stycznia 2013 roku Mot opuszcza Soul Kitchen i staje się artystą Black Star Inc. Na początku marca wyszedł pierwszy singiel w tej wytwórni pod nazwą «#МотСтелетЧоСели». Też to tej piosenki został nakręcony klip, reżyserem który stworzył to video był Rustam Romanow. Też Mot pracował nad swoim trzecim albumem pod nazwą Чёрточка, który został wypuszczony jesienią 2013.
14 marca 2016 wypuszczony został czwarty studyjny album Наизнанку, Włączył ze sobą wiele innych piosenkarzy: Jah Khalib, Bianka, Music Hayk i Artiomom Piwowarowy.
7 marca 2017 roku na koncercie Jegora Krida w Crocus Hall City Mot i Krid przedstawili piosenkę «Засыпай», później ten utwór wszedł w drugi studyjny album Jegora Что они знают?.
W 2017 roku wypuścił szósty studyjny album Добрая музыка клавиш.

## Albumy

### Albumy
- 2011 – Remote
- 2012 – «Ремонт»
- 2014 – Azbuka Morze
- 2016 – «Наизнанку»
- 2016 – «92 дня»
- 2017 – «Добрая музыка клавиш»

### Mini album
- 2013 – «Чёрточка»

## Single
- 2013 - «#МотСтелетЧоСели»
- 2013 - «Понедельник-Вторник»
- 2013 - «Туса» (Timati, Dżigan, L'One, Mot)
- 2013 - «В платье красивого цвета»
- 2013 - «Молодая кровь» (feat. Timati)
- 2013 - «Self-Made»
- 2013 - «Assassin»
- 2013 - «#МОТсейчасвклубе»
- 2014 - «Страна OZ»
- 2014 - «Чёрный день»
- 2014 - «Бенджамин» (feat. L'One)
- 2014 - «Мама, я в Дубае»
- 2014 - «Рэп из мамы раши»
- 2014 - «Кислород» (feat. Nu Virgos)
- 2015 - «День и ночь»
- 2015 - «Абсолютно всё» (feat. Bjanka)
- 2015 - «Молодая кровь 2» (feat. Natan)
- 2016 - «Капкан»
- 2016 - «Муссоны»
- 2016 - «92 дня»
- 2016 - «На дне»
- 2017 - «Сопрано»
- 2017 - «Засыпай» (feat. Jegor Krid)
- 2018 - «Когда исчезает слово»